# Lac d'Ifni
Le lac d'Ifni (en amazigh: ⴰⴳⵍⵎⴰⵎ ⵏ ⵉⴼⵏⵉ aglmam n ifni) est un lac de montagne, probablement de type volcanique, située dans le Parc national de Toubkal à une altitude de 2 295 m. Situé à 70 km au sud de Marrakech, dans la partie centrale du Haut Atlas, province de Taroudant, région Souss-Massa. Ce lac se trouve dans la région Tifnout. 

## Présentation

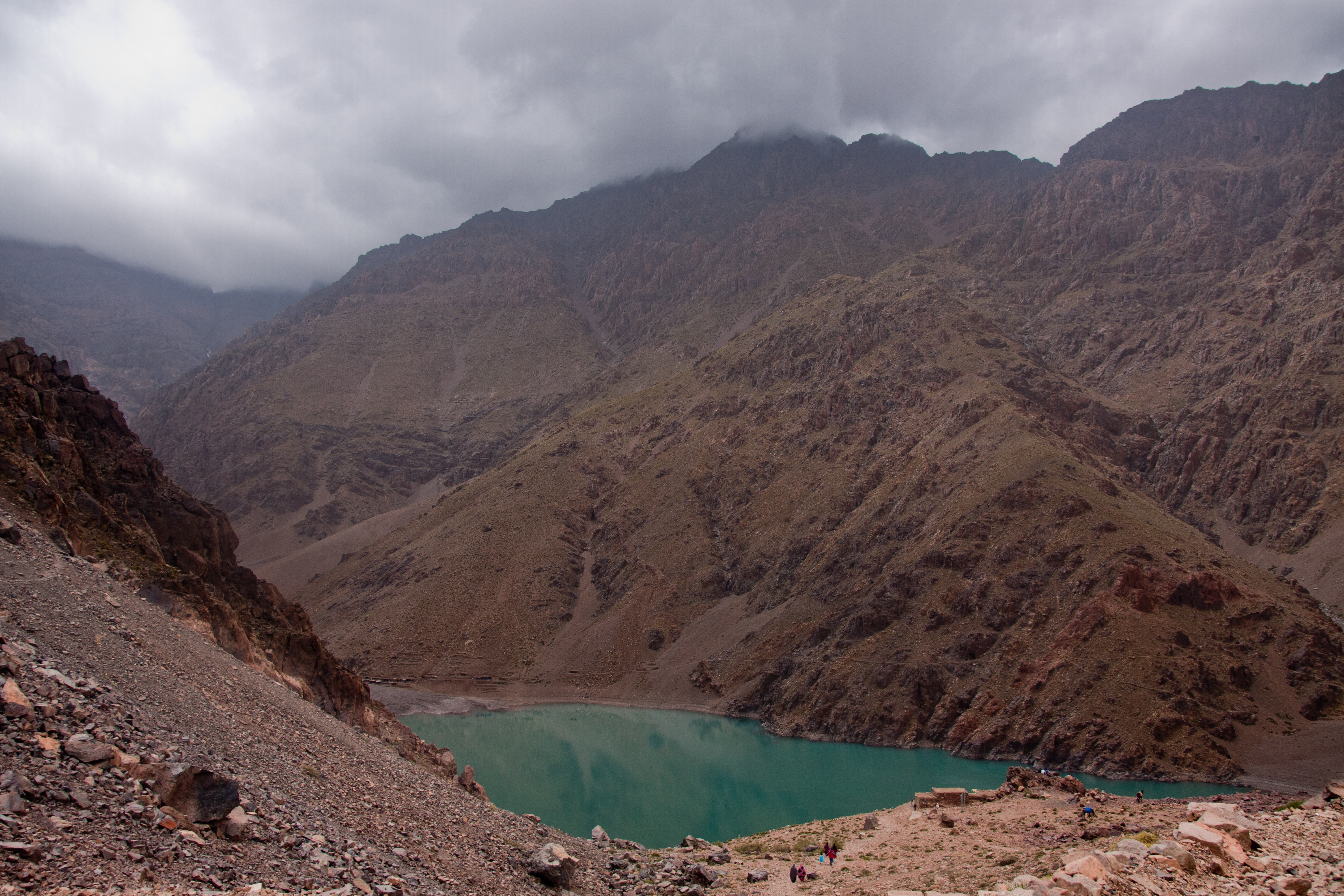
Vue haute du Lac d'Ifni.

Le Lac d'Ifni est le plus grand lac de montagne du Maroc, il est également le plus haut, situé au cœur du Haut Atlas.
Il se trouve au fond d'une  vallée encadrée par les sommets du djebel Toubkal, du Ouanoukrim et du dôme d'Ifni. Ses rives sont constituées de versants abrupts sauf à l'ouest où il est bordé par une vaste plaine caillouteuse, une formation géologique appelé glacis.
Un immense éboulement de terrain ayant barré la vallée dans laquelle il se situe a donné naissance au lac. Les eaux du lac s'infiltrent dans la roche pour ressurgir quelques centaines de mètres en contrebas dans la vallée où ses eaux bienfaitrices servent à l'irrigation des champs.
Aujourd'hui, le lac est surtout fréquenté par les touristes. Ils viennent pour voir les eaux émeraude de ce lac se miroiter dans un décor minéral de haute montagne. À l'occasion, ils profitent de la tiédeur de ses eaux pour se baigner et se rafraîchir.

## Filmographie
- Documentaire « Le lac d'Ifni ».

L'émission documentaire marocaine Amouddou a consacré son septième épisode au Grand Atlas et plus spécialement au lac d'Ifni.